# Petra Rojnik
Petra Veber Rojnik, slovenska gledališka, televizijska in filmska igralka, * 2. april 1972, Celje, † 23. februar 2015.
Diplomirala je na Akademiji za gledališče, radio, film in televizijo v Ljubljani in za diplomsko delo prejela Študentsko Prešernovo nagrado, leta 2001 je prejela Borštnikovo nagrado za mladega igralca ali igralko. Od leta 2005 je bila članica ansambla Mestnega gledališča ljubljanskega. Nastopila je tudi v več kratkih filmih in celovečernem filmu Hodnik.

## Filmografija
- Za zaprtimi očmi (2010, kratki igrani film)
- Hodnik (2009, celovečerni igrani film)
- Nekoga moraš imeti rad (2001, študijski igrani film)
- Zlatko! (2001, TV etuda)
- Kaj bi še rad? (1999, diplomski igrani film)